# Sarens
Die Sarens NV ist ein belgisches Spezial-Transportunternehmen, das eine der größten Kranflotten weltweit betreibt.
In den 1920er Jahren begann Frans Sarens mit dem Transport von Baumstämmen mit einem Pferdefuhrwerk. Dieses wurde später gegen einen LKW getauscht.
Am 2. September 1955 wurde dann die Firma Sarens De Coster gegründet. Einer der ersten größeren Aufträge waren die Kranarbeiten, um das Atomium zur Expo 58 in Brüssel aufzubauen. Die Firma wurde kontinuierlich vergrößert. Ab Mitte der 1970er Jahre werden die ersten SPMTs angeschafft, die die Scheuerle Fahrzeugfabrik aus Pfedelbach Anfang der 1970er Jahre entwickelt hat.
Im Laufe der Zeit wurden einige namhafte Firmen übernommen. Zu nennen sind hier G.W. Sparrow & Sons (UK) 1997, die niederländische Riwal 2007,
die US-amerikanische Rigging International 2009, die polnische Zulaw Grohman 2010 und im gleichen Jahr der Canada Crane Service.
Sarens besaß zum 31. Dezember 2021 1521 Krane, davon 1112 Hydraulikkrane, 392 Gittermastkrane, 17 Spezialkrane. Die 1521 Krane verteilen sich auf die Gewichtsklassen: 904 Krane (Klasse bis 100 t), 371 Krane (101–250 t), 142 Krane (251–500 t), 104 Krane (über 500 t), 1407 gelenkte und ungelenkte Trailer,   2056 SPMT-Module und 9 Leichter.
Die Sarens-Group besitzt den leistungsstärksten, landbasierten Kran der Welt. Der Kran ist bekannt unter dem Namen Big Carl, einer Referenz an Carl Sarens. Er ist seit September 2019 in Somerset beim Bau von Hinkley Point C im Einsatz. Ring Cranes sind sehr selten. Die Sarens-Group besitzt insgesamt vier Krane in verschiedenen Leistungsklassen.